# منية سندوب
قرية منية سندوب هي إحدى القرى التابعة لمركز المنصورة في محافظة الدقهلية في جمهورية مصر العربية. حسب إحصاءات سنة 2006، بلغ إجمالي السكان في منية سندوب 20561 نسمة، منهم 10681 رجل و9880 امرأة.

## التاريخ
قرية منية سندوب من القرى القديمة، حيث وردت باسم «منى سندوب» في أعمال المرتاحية ضمن قرى الروك الصلاحي التي أحصاها ابن مماتي في كتاب قوانين الدواوين، كما وردت باسم «منى سندوب» في أعمال الدقهلية والمرتاحية ضمن قرى الروك الناصري التي أحصاها ابن الجيعان في كتاب «التحفة السنية بأسماء البلاد المصرية». وفي العصر العثماني وردت باسم «منى سندوب» في التربيع العثماني الذي أجراه الوالي العثماني سليمان باشا الخادم في عصر السلطان العثماني سليمان القانوني ضمن قرى ولاية الدقهلية، وفي تاريخ 1228هـ/1813م الذي عدّ قرى مصر بعد المسح الذي قام به محمد علي باشا باسم «منية سندوب» ضمن قرى مديرية الدقهلية.